# إيفور جونز
إيفور جونز (بالإنجليزية: Ivor Jones)‏ (31 يوليو 1899 في المملكة المتحدة - 24 نوفمبر 1974 بسوانزي في المملكة المتحدة) هو مدرب كرة قدم ولاعب كرة قدم بريطاني (وحمل سابقاً جنسية المملكة المتحدة لبريطانيا العظمى وأيرلندا) في مركز مهاجم داخلي. شارك مع منتخب ويلز لكرة القدم. أما مع النوادي، فقد لعب مع سوانزي سيتي.

## وصلات خارجية
- إيفور جونز على موقع قاعدة بيانات كرة القدم.إي يو (الإنجليزية)